# Edward V. Long

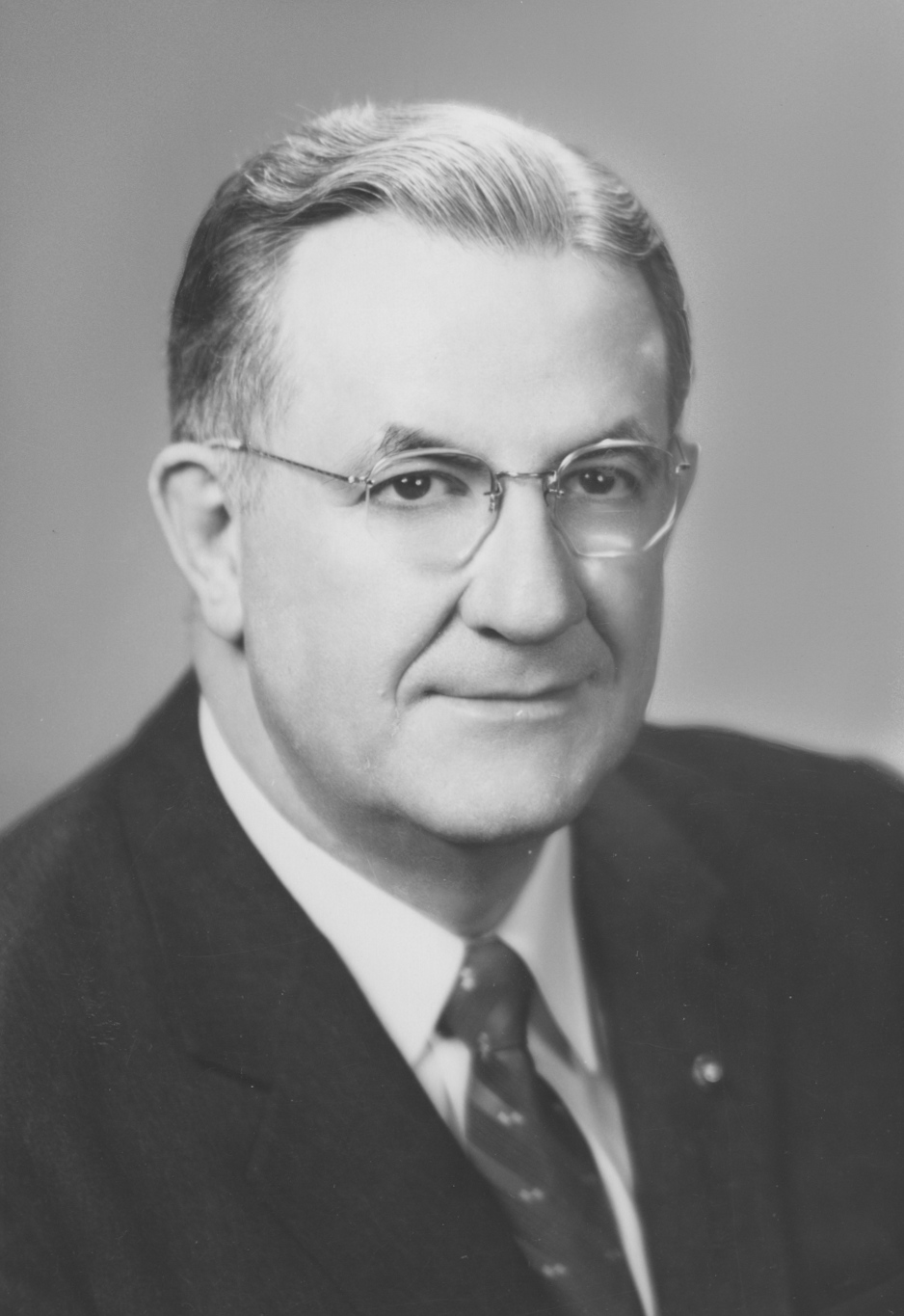
Edward V. Long

Edward Vaughn Long, född 18 juli 1908 i Lincoln County, Missouri, död 6 november 1972 nära Eolia, Missouri, var en amerikansk demokratisk politiker. Han representerade delstaten Missouri i USA:s senat 1960-1968.
Long studerade vid University of Missouri. Han inledde 1936 sin karriär som advokat i Bowling Green, Missouri. Han var åklagare för Pike County, Missouri 1937-1941. Han var ledamot av delstatens senat 1945-1955.
Long var viceguvernör i Missouri 1957-1960. Senator Thomas C. Hennings avled 1960 i ämbetet och efterträddes av Long. Han vann fyllnadsvalet 1960 och omvaldes 1962. Long förlorade i demokraternas primärval inför senatsvalet 1968 mot Thomas Eagleton. Han avgick som senator 27 december 1968, några dagar innan mandatperiodens slut.
Long var baptist och frimurare. Han var dessutom medlem av Shriners och Odd Fellows. Hans grav finns på begravningsplatsen Grandview Burial Park i Ralls County.